# Een vrije vrijdagavond
Een vrije vrijdagavond is een hoorspel van Colin Finbow. Tonight is Friday werd op 2 oktober 1962 uitgezonden door de BBC en op 6 maart 1964 door Radio Bremen, onder de titel Freitagabend. Gérard van Kalmthout vertaalde het en de KRO zond het uit in het programma Dinsdagavondtheater op dinsdag 8 juli 1969, van 21.00 uur tot 22.10 uur, met trompetimprovisaties van Cees Smal. De regisseur was Léon Povel.

## Rolbezetting
- Hans Veerman (Bob)
- Maria Lindes (Jean)
- Wiesje Bouwmeester (Madge)
- Frans Somers (Bill)
- Hetty Berger (Sandra)
- Ida Bons (Stephanie)
- Cees van Ooyen (Greg)
- Harry Bronk (stem)
- Josan Turenhout (treincontroleur)

## Inhoud
Verveling in het huwelijk, verveling in de liefde: een man en een vrouw liegen elkaar wat voor, maar ook de man het meisje dat hij op een vrijdagavond, terwijl hij alleen uitgaat, leert kennen. Zijn vrouw, die thuis gebleven is, gaat zo op in haar wensdromen dat ze de thuiskomst man als een belevenis beschouwt.